# Аґуй (Айті)

Аґу́й (яп. 阿久比町, あぐいちょう, МФА: [agui̯ t͡ɕoː]?) — містечко в Японії, в повіті Тіта префектури Айті. Розташоване в західній частині префектури, в центрі півострова Тіта. Отримало статус містечка 1953 року. Площа становить 23,94 км². Станом на 1 серпня 2011 року населення складало 25 999  осіб, густота населення — 1090 осіб/км².   